# 曾纪纲
曾纪纲（？—1938年），字子常，山西阳曲人，中华民国政治人物。

## 生平
曾纪纲是清朝举人。光绪三十三年（1907年），他当选太原商务总会总理、韩谦当选协理。辛亥革命后，他历任山西军政府财政部长、山西省议会议员、安福國會參議院議員。1916年，保晋公司总理刘笃敬辞职，由崔廷献继任，曾纪纲出任协理。
抗日战争初期，1937年12月，日本控制下的山西省临时政府筹备委员会成立，他出任委员长，谷萩那华雄任顾问。1938年1月1日，日本控制下的山西省自治政府在阳曲成立（后迁太原），他出任该政府主席，秘书长为韩谦，建设厅长张联魁，警务厅长白义惠。不久他在任上去世，由高步青接任山西省临时政府筹备委员会委员长一职。